# 三硫化二砷
三硫化二砷是一种无机化合物，化学式为As2S3。三硫化二砷在自然界以雌黄矿物的形式存在。

## 结构
三硫化二砷存在晶体和无定形体。单斜的As2S3是层状结构，每个As和3个S成键，As-S为224pm，∠S-As-S 99°；而其蒸气以二聚体As4S6的形式存在，结构与As4O6类似。

## 属性
它是一种半导体，直接的能隙为2.7 eV。 宽的能隙使它对于620 nm至11 µm的红外线透明。

## 制备
三硫化二砷可由单质化合得到，或者从As(III)的溶液中由H2S沉淀。
2 As + 3 S → As2S3

## 化学性质
三硫化二砷在空气中灼烧，可以产生三氧化二砷(砒霜)：
2 As2S3 + 9 O2 → 2 As2O3 + 6 SO2
它可以被硫化钠转化为三硫代亚砷酸钠，被多硫化钠转化为四硫代砷酸钠：
As2S3 + 3 Na2S → 2 Na3AsS3
As2S3 + 3 Na2S2 → 2 Na3AsS4
而在和氢氧化钠溶液的反应中，会同时产生亚砷酸盐和硫代亚砷酸盐：
As2S3 + 6 NaOH → Na3AsO3 + Na3AsS3 + 3 H2O
此溶液在经过脱硫、还原等操作可以制得三氧化二砷。当溶液中OH-不足时，则产生偏亚砷酸盐和硫代偏亚砷酸盐：
2 As2S3 + 4 NaOH → NaAsO2 + 3 NaAsS2 + 2 H2O
和碳酸钠溶液反应，得到同样的砷化合物：
2 As2S3 + Na2CO3 → NaAsO2 + 3 NaAsS2 + 2 CO2↑
和氯气反应，产生棕色液体：
As2S3 + 6 Cl2 → (AsCl3)2·3SCl2
和碘反应，产生三碘化砷和硫单质：
As2S3 + 3 I2 → 2 AsI3 + 3 S
和氯化亚铜、氯化银等金属氯化物共热，均会产生三氯化砷：
3 As2S3 + 6 CuCl —200~300℃→ Cu6As4S9 + 2 AsCl3 （CuCl过量则产生Cu4As2S5）
2 As2S3 + 3 AgCl —170℃→ 3 AgAsS2 + AsCl3
2 As + 3 Hg2Cl2 → 2 AsCl3 + 6 Hg
2 As + 3 HgCl2 → 2 AsCl3 + 3 Hg

## 用途
三硫化二砷可以用于制备砷单质及三氧化二砷、砷酸盐等其它砷化合物。
此外，三硫化二砷还能用作防腐剂，或在医药领域有所应用。

## 安全
As2S3不溶于水，因此毒性低。 老化的样品中可能含有大量的砷氧化物，这些氧化物是可溶的，因此具有剧毒。

## 自然界的发生
在火山环境中发现了雌黄，通常与其他硫化砷（主要是雄黄）一起被发现。 有时会在低温热液脉中发现它，以及一些其他硫化物和亚硫酸盐矿物。